# Fortuna 32
Fortuna var ett svenskt mindre örlogsskepp om 32 kanoner som förekommer i rullorna för år 1672.